# Клайдеч-Вейл
Клі́дах-Вейл (англ. Clydach Vale, валл. Cwmclydach) — місто на півдні Уельсу, адміністративний центр області Ронта-Кінон-Тав.
Населення міста становить 3 164 особи (2001).